# 扎拉維亞 (羅基特涅區)
51°23′29″N 27°20′15″E / 51.39139°N 27.33750°E
扎拉維亞（烏克蘭語：Залав'я），是烏克蘭西北部的村莊，隸屬里夫內州的薩爾內區。該村始建於1600年，面積54.8平方公里，海拔高度157米，2024年人口685，人口密度每平方公里12.5人。